# Chester-le-Street (distrikt)
Chester-le-Street var mellan 1974 och 2009 ett distrikt i grevskapet Durham, England. Distriktet har 53 692 invånare (2001). År 2009 blev distriktet en del av enhetskommunen Durham.

## Civil parishes
- Bournmoor, Edmondsley, Great Lumley, Kimblesworth and Plawsworth, Little Lumley, North Lodge, Ouston, Pelton, Sacriston, Urpeth och Waldridge.[2]